# Leuchtturm Byrjutschyj
Der Leuchtturm Byrjutschyj befindet sich im Nationalpark Asow-Sywasch an der Nordküste des Asowschen Meeres etwa 15 km südöstlich von Henitschesk, Oblast Cherson. Im Zweiten Weltkrieg schwer beschädigt, wurde er erst 1957 wieder in Betrieb genommen. 1993 wurde er, als der letzte Leuchtturm an der Nordküste des Asowschen Meeres, an eine externe Stromversorgung angeschlossen.

## Geschichte
Der Leuchtturm wurde gebaut, um Schiffe in den Hafen Henitschesk zu leiten. Der erste Leuchtturm wurde 1878 von französischen Handwerkern gebaut. In Bezug auf die Qualität der Architektur war es ein Meisterwerk seiner Zeit. Infolge des Russisch-Osmanischen Krieges von 1877–1878 wurde der Leuchtturm erst am 21. Oktober 1882 in Betrieb genommen. Die Höhe des ersten Leuchtturms betrug 24,7 Meter.
Das optische Einrichtung ermöglichte eine Reichweite von bis zu 8,3 Seemeilen. Neben dem Leuchtturm befand sich ein einstöckiges Backsteinhaus für einen Leuchtturmwärter und drei Angestellte sowie weitere Nebengebäude für Werkstätten und Material.
- 1943, während des Zweiten Weltkriegs, sprengten rumänische Truppen den Leuchtturm.
- 1957 wurde der Leuchtturm wieder aufgebaut, ein neuer achteckiger Turm mit 30 Metern Höhe. Der elektrische Strom wurde von einem Dieselgenerator erzeugt.
- 1984 wurde der Leuchtturm Byrjutschyj überholt und modernisiert. Es ist seitdem mit moderner Ausrüstung ausgestattet, die einen zuverlässigen Betrieb der optischer Geräte gewährleistet. Die Reichweite wurde auf  15 Seemeilen (≈28 km) erhöht.
- 1993 wurde der Leuchtturm an die öffentliche Stromversorgung angeschlossen.
- Im Sommer 2008 wurde der Leuchtturm gründlich überholt und renoviert.
- Um den reibungslosen Betrieb der optischen Geräte zu gewährleisten, wurde 2018 ein autonomes Stromversorgungssystem auf Basis von Sonnenkollektoren als Hauptstromquelle installiert.

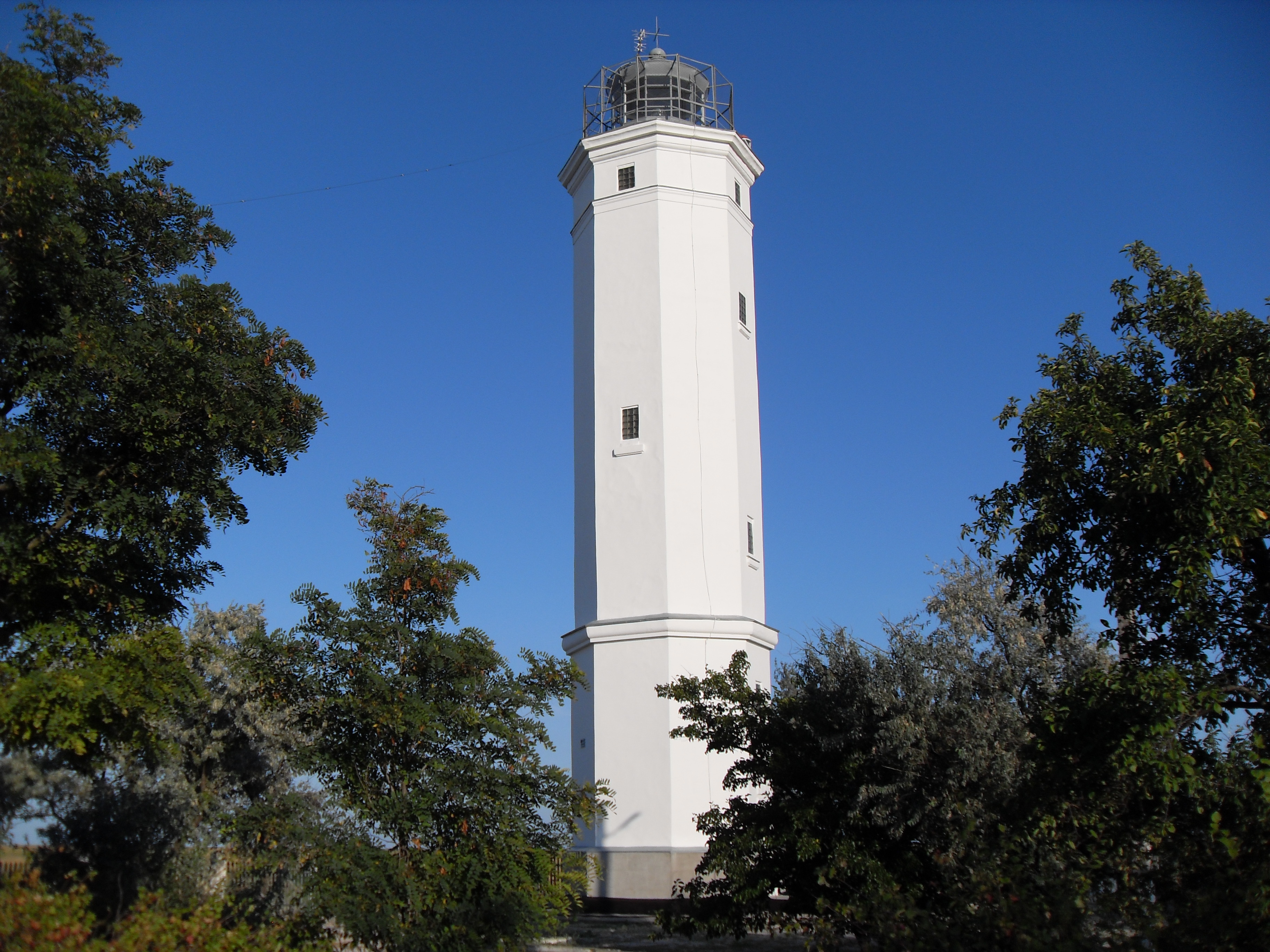
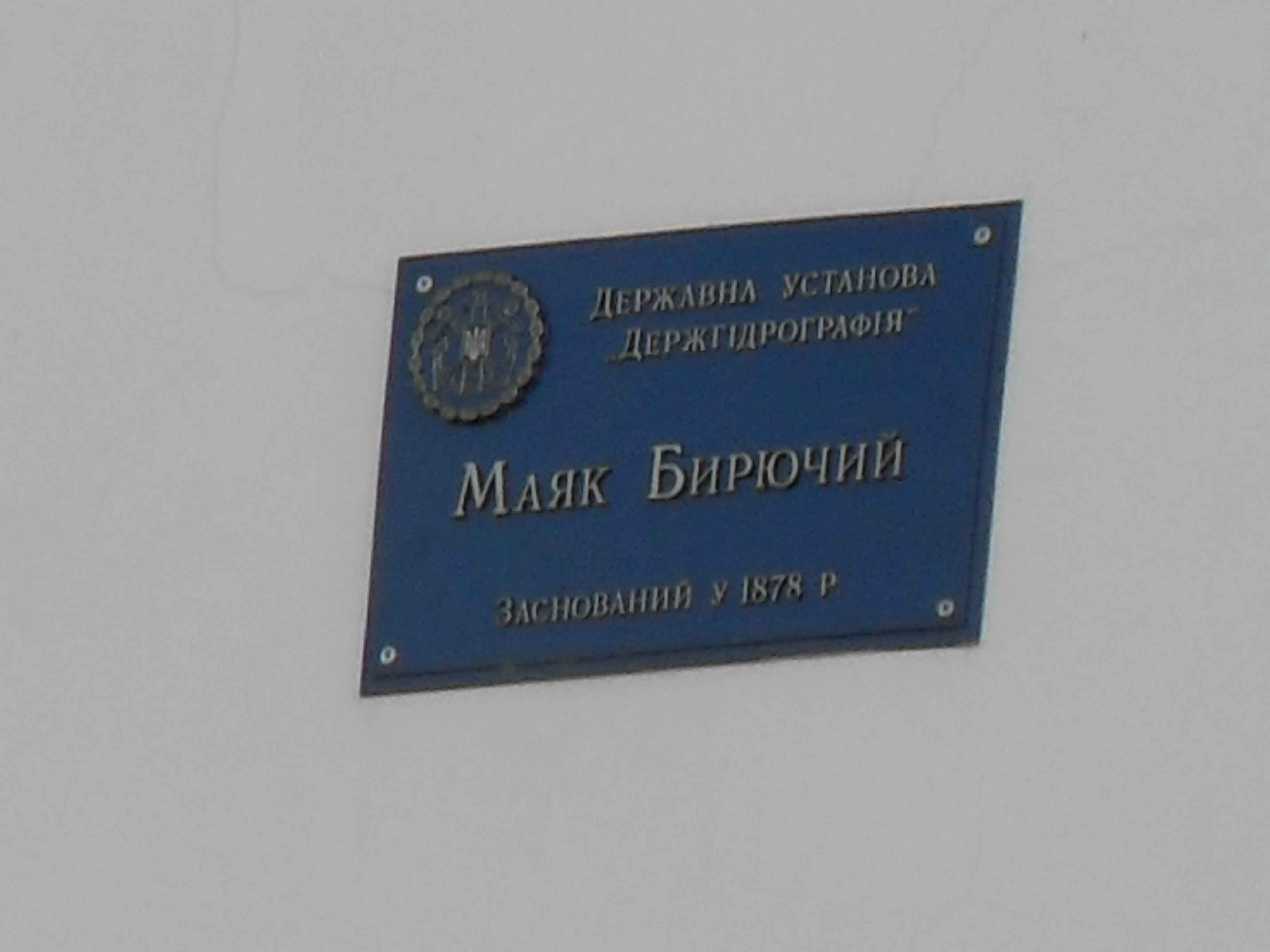
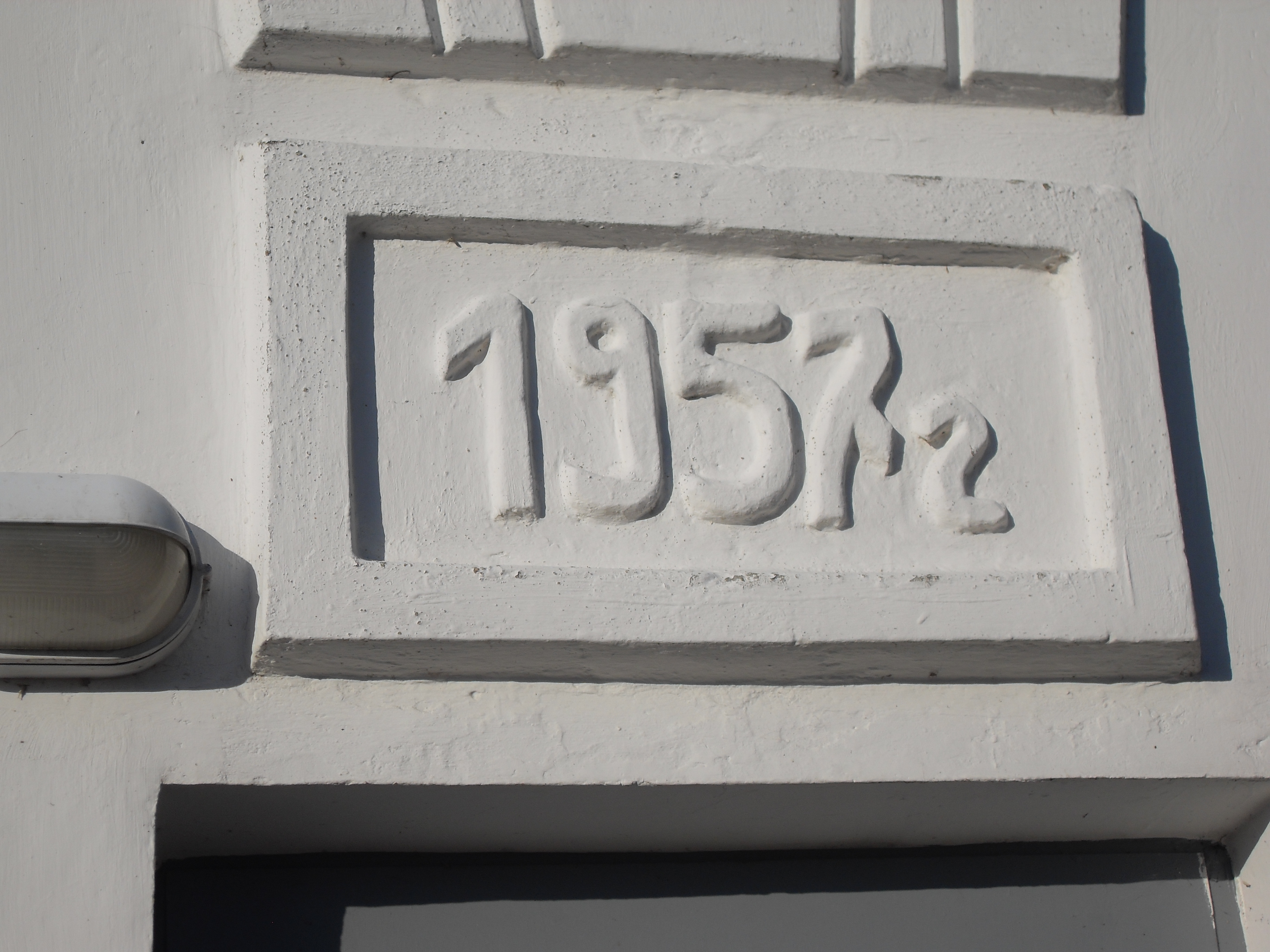
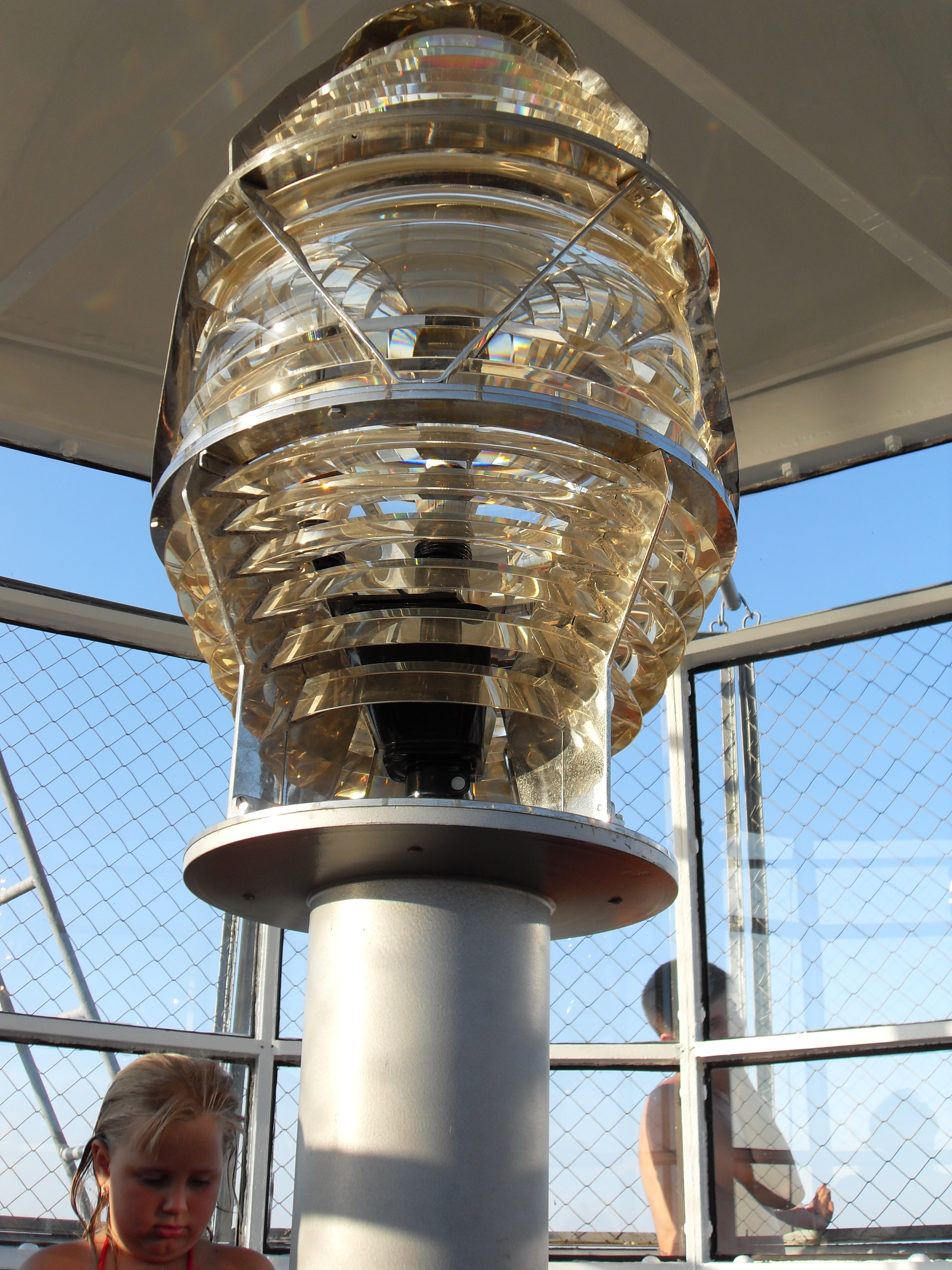

## Philatelistische und Numismatische Würdigung

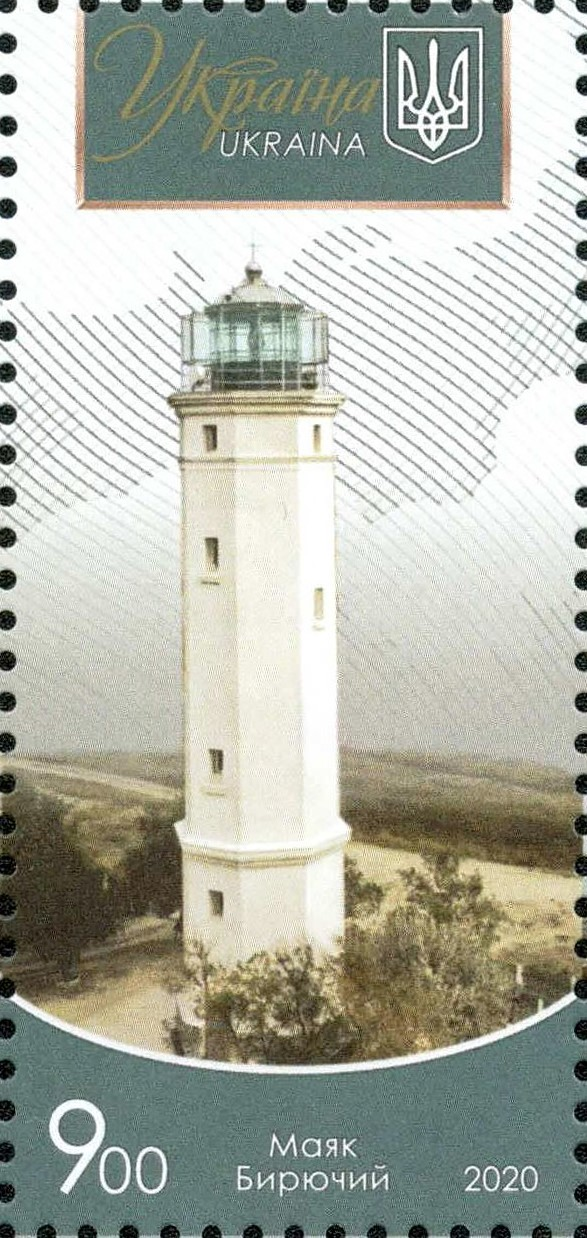

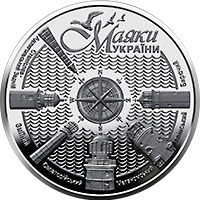

In philatelistischer Würdigung des Leuchtturms gab die Ukrainische Post mit Ausgabetag 15. September 2020 in einem Block von 6 Leuchtturm-Postwertzeichen eine Briefmarke im Wert von 9.00 Hrywnja heraus. Nr. Block B 180:
(Nr. 1829–1834). Die Ausgabe erfolgte in einer Auflage von 25 Tausend Stück.
Am 22. Juli 2021 gab die Nationalbank der Ukraine eine Gedenkmünze Leuchttürme der Ukraine im Nennwert von 5 Hrywnja in einer Auflage von 350 Tausend Stück heraus. Auf Ihr sind die Leuchttürme Stanislaw-Adschihol hinten, Schlangeninsel, Evpatoria, Meganom, Ilinsky und Biryuchy dargestellt.